# 尼爾·里根
尼爾·里根（英語：John Neil Reagan，1908年9月16日—1996年12月11日），是一名美國廣播電台經理。曾任CBS資深製作人、麥肯廣告副總經理。他的弟弟是第40任美國總統隆納·雷根。

## 家庭
尼爾與露絲·霍夫曼結婚，兩人沒有子女。